# Ostrea ephippium
Ostrea ephippium (лат. Ostrea ephippium) врста је шкољки из породице правих острига (Ostreidae).

## Статус
Неприхваћен

## Прихваћено име
Isognomon ephippium (Linnaeus, 1758)

## Оригинални извор
- Linnaeus, C. (1758). Systema Naturae per regna tria naturae, secundum classes, ordines, genera, species, cum characteribus, differentiis, synonymis, locis. Editio decima, reformata. Laurentius Salvius: Holmiae. ii, 824 pp., available online at http://www.biodiversitylibrary.org/item/10277#page/3/mode/1up [details]  Available for editors  PDF available [request]
- Huber, M. (2010). Compendium of bivalves. A full-color guide to 3,300 of the world's marine bivalves. A status on Bivalvia after 250 years of research. Hackenheim: ConchBooks. 901 pp., 1 CD-ROM. (look up in IMIS) [details]